# 펌킨 에일

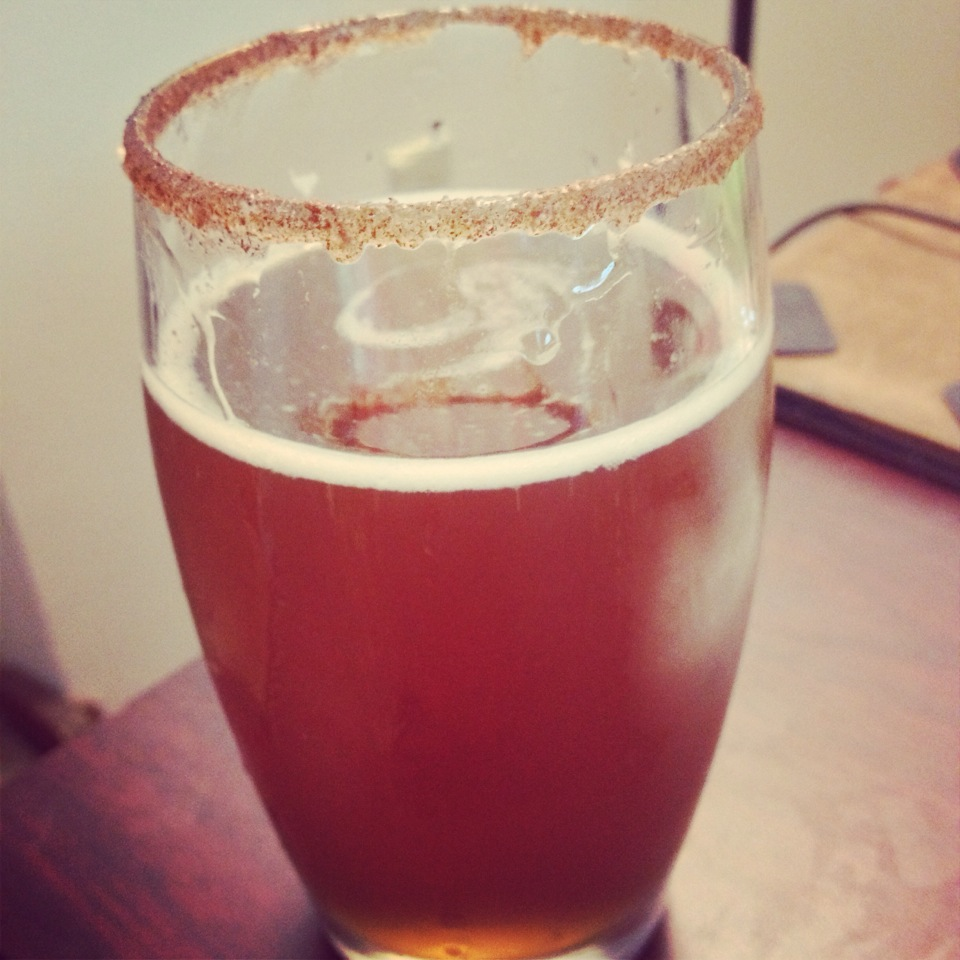
시나몬 설탕 테두리가 있는 펌킨 에일

펌킨 에일(Pumpkin ale)은 미국에서 인기 있는 맥주 스타일이다. 펌킨 에일은 엿기름이나 다른 일반적인 맥주 곡물과 함께 호박 과육을 매시 빌의 일부로 사용하여 생산될 수 있으며, 맥아즙에 발효 가능한 설탕을 추가한다. 완성된 맥주에 천연 또는 인공 향료를 첨가하여 생산될 수도 있다. 인기 있는 미국 겨울철 디저트인 호박 파이의 맛을 연상시키기 위해 향신료 맛이 추가될 수 있다.
페일 에일, 밀맥주, 포터, 스타우트를 포함한 다양한 스타일의 펌킨 에일이 생산된다. 종종 가을에 계절 맥주로 생산되며, 씨 독 브루어리, 십야드 브루잉 컴퍼니, 세인트 아놀드 브루잉 컴퍼니 및 블루문을 포함한 여러 양조장에서 생산된다.

## 역사
미국에서 호박으로 맥주를 양조하는 것은 1771년으로 거슬러 올라간다. 최초의 상업적으로 양조된 펌킨 에일은 1980년대 캘리포니아 헤이워드의 버팔로 빌스 브루어리에서 나왔으며, 레시피는 조지 워싱턴이 한 양조 연구를 기반으로 했다. 맥주의 현대적인 인기는 펌킨 스파이스 라떼와 같이 호박 및 펌킨 스파이스 맛을 낸 여러 소비자 식품 제품에 의해 시작된 "펌킨 스파이스 열풍"의 일부로 설명된다.

## 같이 보기
- 호박 요리 목록